# Kristina Kloubková
Kristina Kloubková (* 23. prosince 1976 Praha) je česká moderátorka, herečka a tanečnice.
Od roku 2009 moderuje na televizi Nova Televizní noviny, a to společně s kolegou Martinem Pouvou. Od roku 2020 moderuje společně s Pavlem Svobodou pořad Snídaně s Novou. Moderovala rovněž taneční pořad Bailando či magazín TV Nova Život ve hvězdách.
Ve filmovém zpracování románu Milenci a vrazi (1969) spisovatele Vladimíra Párala z roku 2004 ztvárnila postavu Maddy Serafinové a v televizním seriálu Poslední sezona z roku 2006 ztvárnila roli Andrey Sykorské, manželku hokejisty Jiřího Andyho.